# 1913 en cyclisme
| Années du cyclisme : 1910 - 1911 - 1912 - 1913 - 1914 - 1915 - 1916    |
| Décennies du cyclisme : 1880 - 1890 - 1900 - 1910 - 1920 - 1930 - 1940 |

Les faits marquants de l'année 1913 en cyclisme.

## Par mois

### Mars
- 13 mars : le Belge Paul Deman gagne l' Étoile Carolorégienne pour la deuxième fois.
- 23 mars : le Luxembourgeois François Faber gagne le Paris-Roubaix.
- 30 mars : le Belge Odile Defraye gagne le Milan-San Remo.

### Avril
6 avril : le Français Charles Crupelandt gagne Paris-Tours.
6 avril : le Français Georges Fusier gagne la première édition de la Polymultipliée .
13 avril : l'Italien Giuseppe Azzini gagne Milan-Turin.
29 avril : l'Italien Giuseppe Pifferi gagne le Tour de Campanie. L'épreuve ne reprendra qu'en 1921.

### Mai
- 6 mai : départ de la cinquième édition du Tour d'Italie.
- 11 mai : le Belge Dieudonné Gauthy gagne le Tour de Belgique.
- 12 mai : l'Espagnol Antonio Llompart gagne la première édition du Tour de Majorque. La seconde édition aura lieu en 1932.
- 18 mai : le Belge Louis Mottiat gagne Bordeaux-Paris.
- 18 mai : le Suisse Otto Wiedmer devient champion de Suisse sur route.
- 22 mai : l'Italien Carlo Oriani gagne le Tour d'Italie.
- 29 mai : le Belge Paul Deman remporte la première édition du Tour des Flandres.

### Juin
- 1er juin : pour la troisième année d'affilée le Français Octave Lapize est champion de France sur route.
- 8 juin : le Français Octave Lapize gagne Paris-Bruxelles pour la troisième fois d'affilée.
- 14 juin : l'Italien Angelo Gremo gagne le Tour de Romagne.
- 22 juin : le Belge Joseph Van Daele devient champion de Belgique sur route.
- 22 juin : le Français René Pichon gagne la première édition de Paris-Bourges. l'épreuve ne reprendra qu'en 1917.
- 29 juin : départ du onzième Tour de France. L'Italien Giovanni Micheletto gagne au sprint devant les Belges Marcel Buysse et Louis Mottiat la 1re étape Paris-Le Havre et prend la tête du classement général qui abandonne le classement par points et reprend le classement au temps.

### Juillet
- 1er juillet : le Belge Jules Masselis gagne au sprint devant le Français Lucien Petit-Breton 2e, le Belge Louis Mottiat 3e et le peloton des favoris la 2e étape du Tour de France Le Havre-Cherbourg. Il prend aussi la place de leader du Tour dans le même temps que ses compatriotes Odile Defraye, Marcel Buysse et Alfons Lauwers dans cet ordre  .
- 3 juillet : le Français Henri Pélissier le spécialiste Français des classiques gagne la 3e étape Cherbourg-Brest au sprint devant le Belge Odile Defraye 2e, l'Italien Camillo Bertarelli et six autres coureurs échelonnés en 5 secondes . Le Belge Odile Defraye prend la tête du classement général pour 4 secondes devant son compatriote Marcel Buysse, le 3e Jean Rossius est à 4 minutes 54 secondes .
- 5 juillet : le Belge Marcel Buysse gagne la 4e étape du Tour de France Brest-La Rochelle devant ses compatriotes Odile Defraye 2e, Louis Mottiat encore 3e et trois autres compagnons d'échappée parmi lesquels figure le Français Eugène Christophe. Buysse est pénalisé de 10 minutes pour avoir changé de roue au lieu de remplacer 3 rayons cassés, il garde cependant le gain de l'étape. Au classement général, le leader reste Defraye suivi à 4 minutes 55 secondes par Christophe, Buysse se retrouve 3e à 10 minutes 4 secondes.
- 6 juillet : le Belge Maurice Moritz gagne Liège-Bastogne-Liège.
- 7 juillet : le Belge Henri Vanlerberghe gagne la 5e étape du Tour de France La Rochelle-Bayonne au sprint devant le Français Pierre Everaert, le 3e à Bayonne est l'Italien Camillo Bertarelli à 5 minutes 48 secondes qui règle au sprint un groupe de 15 coureurs ou figurent tous les favoris . A la veille de la grande étape des Pyrénées le Français Eugène Christophe est 2e au classement général à 4 minutes 55 secondes et compte distancer le leader provisoire le Belge Odile Defraye qu'il a dominé l'an dernier dans les cols. Le Belge Marcel Buysse 3e au général à 10 minutes 4 secondes reste à l'affût.
- 9 juillet : le Belge Philippe Thys gagne la 6e étape Bayonne-Luchon qui emprunte les cols d'Aubisque, du Tourmalet, d'Aspin et Peyresourde et prend la tête du Tour. L'étape est historique le Belge Odile Defraye leader la veille abandonne. Son second le Français Eugène Christophe est échappé en compagnie de Thys, il franchissent tous deux le col du Tourmalet en tête. Christophe est virtuellement leader du classement général. Dans la descente du col Christophe casse sa fourche et doit laisser partir Thys qui profite de l'aubaine pour creuser l'écart. À l'époque toute assistance est interdite aux coureurs. Christophe descend les 14 km du col à pieds le vélo sur l'épaule, il arrive à Sainte Marie de Campan va à la forge du village et répare seul sa fourche. En terminant l'étape 29e à plus de 3 heures il perd toute chance de gagner le Tour dont il était le favori logique. Thys arrive à Luchon 17 minutes 57 secondes avant son compatriote Marcel Buysse et 29 minutes 59 secondes avant le Français Gustave Garrigou. Eugène Christophe perdant plus de 3 heures, Thys prend la tête du Tour, Buysse est 2e à 5 minutes 58 secondes et Garrigou est 3e à 31 minutes 36 secondes
- 11 juillet : le Belge Marcel Buysse gagne la 7e étape du Tour de France Luchon-Perpignan, qui emprunte les cols de Portet d'Aspet, de Port et du Puymorens, devant son compatriote Paul Deman 2e à 11 minutes 22 secondes. Le Belge Philippe Thys et le Français Lucien Petit-Breton 3e et 4e sont à 12 minutes 10 secondes. Le Français Gustave Garrigou est 5e à Perpignan à 35 minutes 59 secondes. Buysse ravit la place de leader à son compatriote Philippe Thys qui se retrouve 2e à 6 minutes 12 secondes. Le Français Gustave Garrigou est 3e à 1 heure 1 minute et 37 secondes.
- 13 juillet : le Français Gustave Garrigou gagne la 8e étape du Tour de France Perpignan-Aix en Provence, il arrive 18 secondes devant son compatriote Louis Petit-Jean et 45 secondes devant le Luxembourgeois François Faber. Les Belges Marcel Buysse 6e et Philippe Thys 7e concèdent 9 minutes et 4 secondes. Le leader du Tour le Belge Marcel Buysse se prend une pénalité inutile de 5 minutes pour avoir uriné sur son vélo tout en étant poussé par un équipier. Il ne possède plus au classement général que 1 minute 12 secondes sur Thys et 47 minutes 33 secondes sur Garrigou.
- 15 juillet : le Belge Firmin Lambot gagne la 9e étape du Tour de France Aix en Provence-Nice qui emprunte pour la première fois dans l'histoire du Tour la boucle de Sospel, c'est-à-dire qu'après un premier passage à Nice le peloton va faire l'ascension des cols de Braus, de Castillon et la Turbie. Le Belge Joseph Van Daele est 2e à 10 minutes 22 secondes, son compatriote Philippe Thys est 3e à 15 minutes 9 secondes et le Français Lucien Petit-Breton est 4e à 17 minutes 32 secondes. Le Français Gustave Garrigou arrive 6e à Nice à 24 minutes 18 secondes. Le Belge Philippe Thys reprend la tête de la course. En effet le leader Marcel Buysse dans le massif de l' Estérel chute et brise son guidon. Il doit marcher pour trouver une forge à Mandelieu, mais ne sachant souder il se fait aider par le Français Eugène Christophe qui se dévoue et Buysse de ce fait prend une lourde pénalité en temps en plus du retard accumulé sur Thys et arrive 29e à Nice avec 3 heures 27 minutes de retard (Christophe 30e finit dans sa roue). Le Tour est définitivement perdu pour lui. Le Français Gustave Garrigou est donc second au classement général à 1 heure 7 minutes 20 secondes. Le Français Lucien Petit-Breton quant à lui se classe à la troisième place au classement général à 1 heure 9 minutes 21 secondes, il a produit une fulgurante remontée.
- 17 juillet : le Luxembourgeois François Faber gagne la 10e étape du Tour de France Nice-Grenoble qui emprunte les cols d'Allos et Bayard. Il bat au sprint le Français Gustave Garrigou, le Belge Philippe Thys est 3e à 12 minutes 58 secondes et le Français Lucien Petit-Breton est 4e à 21 minutes 46 secondes. Thys reste en tête du Tour avec 54 minutes d'avance sur Garrigou 2e et 1 heure 18 minutes 09 secondes sur Petit-Breton.
- 19 juillet : le Belge Marcel Buysse gagne la 11e étape du Tour de France Grenoble-Genève qui emprunte les cols du Galibier, du Télégraphe et des Aravis. Le Français Lucien Petit-Breton et le Belge Philippe Thys arrivent 2e et 3e à 2 minutes 50 secondes. Le Français Gustave Garrigou concède un quart d'heure de retard sur Thys. Ce dernier au classement général reste en tête devant Gustave Garrigou à 1 heure 9 minutes 7 secondes et 1 heure 18 minutes 09 secondes sur Petit-Breton.
- 21 juillet : le Belge Marcel Buysse gagne la 12e étape du Tour de France Genève-Belfort qui emprunte le col de la Faucille et se termine par l'ascension du Ballon d'Alsace par le côté nord. Le Français Petit-Breton est 2e à 1 minute 18 secondes, le Belge Firmin Lambot est 3e à 1 minute 22 secondes, le Belge Philippe Thys est 4e à 1 minute 23 secondes, quant au Français Gustave Garrigou, il arrive 6e à 5 minutes 10 secondes. Au classement général Thys possède 1 heure 12 minutes 54 secondes d'avance sur Garrigou et 1 heure 18 minutes 4 secondes sur Petit-Breton.
- 23 juillet : le Luxembourgeois François Faber gagne la 13e étape du Tour de France Belfort-Longwy, qui débute par l'ascension du Ballon d'Alsace par le côté sud, en battant au sprint son compagnon d'échappée le Français Lucien Petit-Breton. Le Belge Fons Spiessens est 3e à 4 minutes 16 secondes, le Français Gustave Guarrigou est 4e à 14 minutes 38 secondes. Le leader le Belge Philippe Thys 5e perd un quart d'heure sur Petit-Breton. Au classement général Thys toujours leader possède une avance de 1 heure 3 minutes 12 secondes de Petit-Breton qui devient second et 1 heure 13 minutes 39 secondes sur Garrigou.
- 25 juillet : le Belge Marcel Buysse gagne la 14e étape du Tour de France Longwy-Dunkerque au sprint devant le Français Gustave Garrigou , le Luxembourgeois François Faber est 3e à 4 minutes 14 secondes. Le Français Lucien Petit-Breton échappé avec le groupe de Buysse a cru tenir la victoire finale. Un nid de poule lui provoque une lourde chute. Il est mal conseillé pour sa blessure au genou et abandonne ne sachant pas que le Belge Philippe Thys est aussi tombé et souffre de plusieurs plaies et contusions et pense aussi à abandonner. Petit-Breton ne sait pas qu'à ce moment il n'est plus au classement général qu'a 4 minutes de Thys gisant sur le bas-côté, radio Tour n'existe pas encore. Thys repart tout de même (mais avec une aide extérieure qui lui vaudra 10 minutes supplémentaires de pénalisation)  et à sa grande surprise à l'arrivée garde la tête du classement général bien qu' arrivant 11e avec prés d'une heure de retard. C'est ainsi que Lucien Petit-Breton ne gagne pas son troisième Tour de France et que Philippe Thys gagne le premier de ses trois Tours de France. Il possède encore au classement général 8 minutes 45 secondes d'avance sur le Français Gustave Garrigou second, le 3e le Belge Marcel Buysse est à plus de 3 heures et demi.
- 27 juillet : le Belge Philippe Thys remporte le Tour de France, le sort l'a aidé : le Français Eugéne Christophe perd le Tour en brisant sa fourche dans la descente du col du Tourmalet et en réparant sa fourche au bas du col à la Forge de Sainte Marie-de-Campan, Marcel Buysse perd le Tour en cassant son guidon dans l'Estérel (il égale au passage le record du Luxembourgeois François Faber en gagnant 6 étapes dans un même Tour) et Lucien Petit-Breton perd le Tour en chutant dans la pénultième étape. Néanmoins la victoire couronne la régularité et la constance de Thys. Le Luxembourgeois François Faber en gagnant 2 étapes porte son record de victoires d'étapes à 17. Pour le gain de la 15e et dernière étape Dunkerque-Paris le Belge Marcel Buysse devance le Français Emile Engel de 1 minute 17 secondes, le Luxembourgeois François Faber qui arrive 3eme à 4 minutes 5 secondes règle au sprint un groupe où se trouvent Philippe Thys et le Français Gustave Garrigou. Au classement général Philippe Thys le vainqueur possède 8 minutes 37 secondes d'avance sur Gustave Garrigou et 3 heures 30 minutes 55 secondes sur Marcel Buysse.
- 27 juillet : le Belge Joseph Van Wetter gagne le Grand Prix de l'Escaut pour la deuxième année d'affilée.

### Août
- 3 août : l'Espagnol Juan Marti devient champion d'Espagne sur route.
- 7 août : sur le vélodrome Buffalo à Paris, le Français Marcel Berthet bat le Record du monde de l'heure en parcourant 42,741 km.
- 21 août : sur le vélodrome Buffalo à Paris le Suisse Oscar Egg bat le Record du monde de l'heure en parcourant 43,525 km.
- 23 au 31 août : championnats du monde de cyclisme sur piste à Berlin et Leipzig. L'Allemand Walter Rutt est champion du monde de vitesse professionnelle. Le Britannique William Bailey est champion du monde de vitesse amateur pour la quatrième fois.
- 24 août : l'Italien Romolo Verde gagne le Tour du Piémont.

### Septembre
- 6 au 8 septembre : Juan Martí remporte la troisième édition du Tour de Catalogne.
- 11 septembre : le Belge René Anno gagne le Championnat des Flandres. l'épreuve ne reprendra qu'en 1919.
- 20 septembre : l'Italien Costante Girardengo gagne Rome-Naples-Rome.
- 28 septembre : l'Italien Ezio Corlaita gagne Milan-Modène. L'épreuve ne reprendra qu'en 1917.
- 29 septembre : sur le vélodrome Buffalo à Paris, le Français Marcel Berthet bat le Record du monde de l'heure en parcourant 43,775 km.

### Octobre
2 octobre : l'Italien Alfonso Calzolari gagne le Tour d'Émilie.
4 octobre : l'Italien Costante Girardengo devient champion d'Italie sur route.
12 octobre : l'Allemand Ernst Franz devient champion d'Allemagne sur route. L'épreuve ne reprendra qu'en 1919.

### Novembre
- 2 novembre : le Français Henri Pélissier gagne le Tour de Lombardie pour la deuxième fois.